# NRBQ
NRBQ est un groupe de rock américain fondé en 1967 à Miami.

## Discographie

### Albums studio
- 1969 : NRBQ
- 1970 : Boppin' the Blues, avec Carl Perkins
- 1972 : Scraps
- 1973 : Workshop
- 1977 : All Hopped Up
- 1978 : At Yankee Stadium
- 1979 : Kick Me Hard
- 1980 : Tiddly Winks
- 1983 : Grooves in Orbit
- 1983 : Tapdancin' Bats
- 1985 : She Sings, They Play, avec Skeeter Davis
- 1986 : Lou and the Q, avec Lou Albano
- 1986 : RC Cola and Moon Pie
- 1987 : Uncommon Denominators
- 1989 : Kick Me Hard - The Deluxe Edition
- 1989 : Wild Weekend
- 1990 : Peek-A-Boo
- 1993 : Stay with Me
- 1994 : Message for the Mess Age
- 1997 : You're Nice People You Are
- 1998 : Tapdancin' Bats - The Anniversary Edition
- 1999 : Ridin' in My Car
- 1999 : The Yellow Album
- 2000 : Scraps Companion
- 2002 : Atsa My Band
- 2004 : Dummy
- 2004 : Transmissions
- 2006 : Ludlow Garage 1970
- 2007 : Christmas Wish - Deluxe Edition
- 2011 : Keep This Love Goin'
- 2012 : We Travel the Spaceways
- 2014 : Brass Tacks

### Albums live
- 1987 : God Bless Us All
- 1988 : Diggin' Uncle Q
- 1992 : Honest Dollar
- 1996 : Tokyo
- 1998 : You Gotta Be Loose
- 2002 : Live from Mountain Stage
- 2003 : Live at the Wax Museum, avec John Sebastian
- 2006 : Froggy's Favorites Vol. 1